# Lunca Meteșului, Alba
Lunca Meteșului (în maghiară Lunkatelep) este un sat în comuna Meteș din județul Alba, Transilvania, România. La recensământul din 2002 avea o populație de 107 locuitori.